# مارك نيفيل (سياسي)
مارك نيفيل هو سياسي أسترالي، ولد في 1 يوليو 1947. نشط حزبياً في حزب العمال الأسترالي.